# Банкер, Клайв
Клайв Уильям Банкер (англ. Clive William Bunker; 30 декабря 1946, Лутон, Бедфордшир, Англия) — британский рок-барабанщик. Наиболее известен как первый барабанщик британской группы Jethro Tull, игравший в группе в 1967—1971 годах.
В 1960-х годах Банкер играл в своей первой группе «The Warriors». Сначала он стремился играть на гитаре, но после понимания ограниченности своего таланта переключился на ударные, вдохновлённый творчеством Бадди Рича. Позже создал группу «McGregor’s Engine» с гитаристом Миком Абрахамсом.
С 1967 года — барабанщик Jethro Tull. В связи с женитьбой покинул группу после выхода альбома Aqualung. Он был заменён Барримором Барлоу, школьным другом Иэна Андерсона.
Впоследствии играл с Blodwyn Pig, Робином Трауэром, Jude, Aviator, Джеффом Пэйном (aka Dicken, ранее игравший в Mr Big), Manfred Mann's Earth Band, Джеком Брюсом, Гордоном Гилтрэпом, Анной Райдер, Ули Йоном Ротом, Electric Sun, Стивом Хиллиджем, Викки Клейтон, Solstice, Гленном Хьюзом и Джерри Донахью.
В 1998 году выпустил сольный альбом Awakening.

## Дискография

### Сольные альбомы
- Awakening (1998) — при участии Иэна Андерсона и Мартина Барра

### Jethro Tull
- This Was (1968)
- Stand Up (1969)
- Benefit (1970)
- Aqualung (1971)
- Living in the Past (1972)

### Steve Howe
- The Steve Howe Album — перкуссия на «Cactus Boogie»

### Generation X
- Valley of the dolls — приглашённый музыкант

### Aviator
- Aviator (1979)
- Turbulence (1980)

### Steve Hillage
- 1976 : BBC Old Grey Whistle Test 2/11/76 «Hurdy Gurdy Glissando».
- 1979 : Live Herald : He played drums on the tracks «Salmon Song», «The Dervish Riff», «Castles In The Clouds» and «Hurdy Gurdy Man» These tracks were recorded on the gig which was played on 26 March 1977 in the Rainbow Theatre London.
- 2007 : Green : On the 2007 reedited version, Clive plays drums on one song recorded live at The Rainbow in 1977 : "Not Fade Away (Glid Forever).

### Electric Sun Uli Jon Roth
- Beyond the Astral Skies (1985)

### Blodwyn Pig
- Lies (1994)
- Pig in the Middle (1996)
- Live At The Lafayette (1997)
- The Basement Tapes (2000)
- Live At The Marquee Club London 1974 (2002)
- All Said And Done (2011)
- Pigthology (2013)

### Manfred Mann’s Earth Band
- Soft Vengeance (1996)

### Solstice
- Circles (1997)
- The Cropredy Set (2002)

### Beggar’s Farm
- Diving in the Past (2005) — With ex-PFM and Acqua Fragile Italian singer Bernardo Lanzetti on vocals.
- Itullians (2007) — With ex-Jethro Tull members Mick Abrahams on guitar, Jonathan Noyce on bass and Bernardo Lanzetti on vocals.